# 中井徳太郎
中井 徳太郎（なかい とくたろう、1962年〈昭和37年〉4月25日 - ）は、日本の環境官僚、元大蔵・財務官僚。

## 経歴
- 1981年
  - 3月 - 開成高等学校卒業。
  - 3月 - 東京大学文科一類に入学[1]。
- 1985年
  - 3月 - 東京大学法学部卒業。
  - 4月 - 大蔵省入省。大臣官房調査企画課に配属[2]。
- 1988年7月 - 大蔵省理財局国債課企画係長心得[3]。
- 1990年7月 - 大阪国税局豊岡税務署長。
- 1991年7月 - 大蔵省銀行局総務課長補佐（日本銀行・企画）[4]。
- 1992年5月 - 外務省在エジプト日本国大使館二等書記官。
- 1994年5月 - 外務省在エジプト日本国大使館一等書記官。
- 1996年
  - 5月 - 大蔵省大臣官房付。
  - 7月 - 大蔵省主計局給与課長補佐。
- 1997年7月 - 大蔵省主計局主査（農林水産係）。

1999年から2000年まで富山県庁に出向。生活環境部長などを務める。
- 2002年7月 - 財務省大臣官房文書課広報室長。
- 2004年7月 - 東京大学医科学研究所教授。
- 2009年7月 - 財務省理財局計画官（厚生労働・文部科学係、地方企画係、地方指導調整係、地方運用第一係、第二係、第三係担当）。
- 2010年7月 - 財務省主計局主計官（農林水産第一係、第二係、第三係、第四係担当）。

東日本大震災発生後、環境省に異動。環境省総合環境政策局総務課長、環境省大臣官房会計課長、環境省大臣官房秘書課長、環境省大臣官房審議官、環境省大臣官房廃棄物・リサイクル対策部長などを歴任。
- 2017年7月 - 環境省総合環境政策統括官[5][6]。
- 2020年7月 - 環境事務次官[7][8]。
  - 次官就任以前から、炭素税推進派として導入の必要性を積極的に訴えている[9]。事務次官就任会見では、事務次官という立場ながら炭素税導入の必要性に言及し、憲法84条の租税法律主義違反ではないかとして批判を受けた[10][11]。
- 2022年7月 - 辞職。
- 2022年9月 - 日本製鉄顧問に就任[12][13]。
- 2023年4月 - 三菱商事サステナビリティアドバイザリーコミッティーメンバーに就任[14]。
- 2023年7月 - ジャニーズ事務所社外取締役に就任[15][16]。
- 2023年8月 - 一般財団法人「三千年の未来会議」を設立し、初代代表理事に就任[17]。
- 2023年10月 - パーセフォニ戦略アドバイザーに就任[18]。

## 同期
大蔵省入省同期に、可部哲生国税庁長官、藤井健志内閣官房副長官補、矢野康治財務事務次官、岡村健司財務官、小部春美元財務総合政策研究所副所長、中島淳一金融庁長官、森田宗男金融国際審議官、岡本直之国土交通省政策統括官、中尾睦内閣官房TPP等政府対策本部国内調整統括官、野島透元財務省九州財務局長、岸本浩国立印刷局理事長、川嶋真造幣局理事長、田中秀明明治大学教授などがいる。